# Halysidota underwoodi
Halysidota underwoodi är en fjärilsart som beskrevs av Rothschild 1909. Halysidota underwoodi ingår i släktet Halysidota och familjen björnspinnare. Inga underarter finns listade i Catalogue of Life.